# Achterwielaandrijving

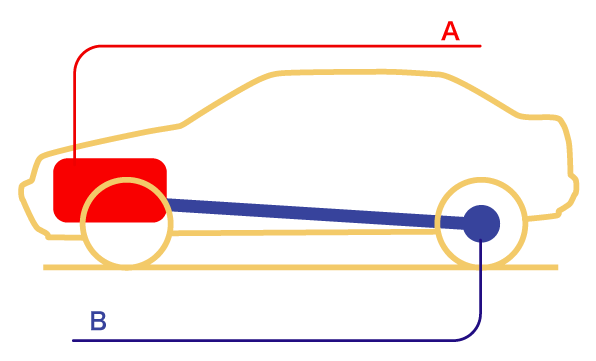
Schema achterwielaandrijving - motor voor

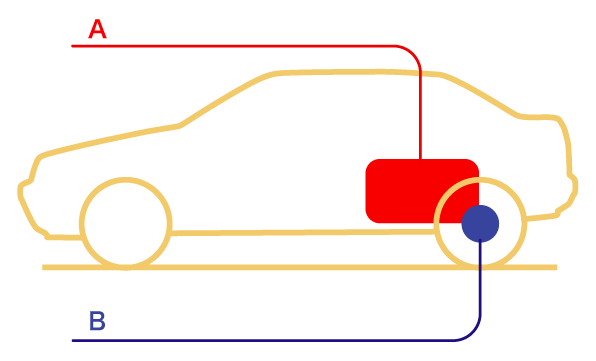
Schema achterwielaandrijving - middenmotor

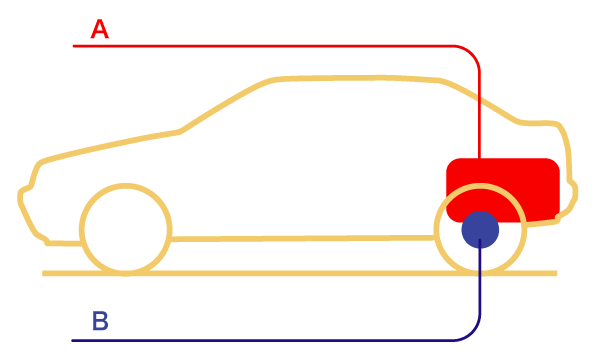
Schema achterwielaandrijving - motor achter

Achterwielaandrijving is een lay-out-vorm van motor en transmissie die gebruikt wordt in voertuigen, waarbij de motor alleen de achterwielen aandrijft.
In de automobielindustrie worden voor auto's met achterwielaandrijving de volgende Engelse termen gebruikt:
- FR voor een auto waarbij de motor voorin geplaatst is (Front-engine, Rear-wheel drive)
- MR voor een auto waarbij de motor in het midden is geplaatst (Mid-engine, Rear-wheel drive)
- RR voor een auto waarbij de motor achterin is geplaatst (Rear-engine, Rear-wheel drive)

De eerste auto's die aan het begin van de 20e eeuw op de markt kwamen hadden achterwielaandrijving. Dit was algemeen zo tot op het einde van de jaren zeventig van de 20e eeuw. Tegenwoordig hebben de meeste auto's voorwielaandrijving alhoewel BMW meestal achterwielaandrijving heeft.
Auto's met een groot motorvermogen (evenals auto's met middenmotor 4×4 uitgezonderd) zijn ook bijna altijd aangedreven op de achterwielen aangezien het niet mogelijk is om grote vermogens op de voorwielen over te brengen vanwege de gewichtsverplaatsing naar achter. Ook dienen motor en versnellingsbak in de langsrichting te worden ingebouwd bij achterwielaandrijving; het motorvermogen wordt dan door middel van een cardanaandrijving naar het differentieel op de achteras overgebracht dat op zijn beurt het vermogen over de wielen verdeelt.
Als de motor in de langsrichting wordt geplaatst heeft deze een groter motorcompartiment nodig, daarom worden auto's uit de kleinere en de middenklasse zelden met achterwielaandrijving uitgerust.

## Voor- en nadelen
Achterwielaandrijving heeft een aantal voordelen:
- minder snel last van onderstuur.
- kan gemakkelijker een groter koppel overbrengen. Tijdens het accelereren vergroot, wegens de traagheid, de contactkracht tussen de aangedreven wielen (achterwielen) en het wegdek.
- geen aandrijfreacties in het stuur, omdat het stuur (voorwielen) niet verbonden is met de aangedreven wielen (achterwielen).
- verdeling van taken tussen de voor- en achteras. De vooras zorgt voor het sturen (grip), de achteras voor de aandrijving (tractie). Dit is met name gunstig bij hogere motorvermogens.

Nadelen:
- duurdere techniek.
- sneller last van overstuur.
- minder vlakke vloer door de cardanaandrijving. (Niet als de motor achterin ligt)
- hoger gewicht.
- minder manoeuvreermogelijkheid bij gladheid.